# Dr. Demento's Dementia Royale
Dr. Demento's Dementia Royale è il secondo album compilation registrato dal Dr. Demento nel 1980.

## Tracce
| n° | Titolo                  | Artista/i                     | Durata | Autore/i                      | Anno |
| -- | ----------------------- | ----------------------------- | ------ | ----------------------------- | ---- |
| 1  | Punk Polka              | The Toons                     | 1:53   | ?                             | 1979 |
| 2  | Three Drunk Newts       | Barnes & Barnes               | 3:08   | Art Barnes/Artie Barnes       | 1980 |
| 3  | Kosher Delight          | The Yiddish People            | 2:23   | ?                             | 1970 |
| 4  | My Bologna              | "Weird Al" Yankovic           | 2:02   | Al Yankovic                   | 1979 |
| 5  | Making Love In a Subaru | Damaskas                      | 2:05   | Damaskas                      | 1977 |
| 6  | Religion & Politics     | Scott Beach                   | 1:37   | Scott Beach                   | 1976 |
| 7  | Pencil Neck Geen        | Fred Blassie                  | 4:34   | Martin Marguiles/Peter Cicero | 1976 |
| 8  | I Gotta Get A Fake I.D. | Barnes & Barnes               | 3:06   | Art Barnes/Artie Barnes       | 1979 |
| 9  | Davy's Dinghy           | Ruth Wallis                   | 2:47   | ?                             | 1955 |
| 10 | The Phantom Windbreaker | Red Bovine                    | 2:54   | ?                             | 1980 |
| 11 | Frosty The Dope Man     | Marc Zydak                    | 2:55   | ?                             | 1970 |
| 12 | My Name Is Larry        | Wild Man Fischer              | 3:18   | Larry Fischer                 | 1977 |
| 13 | Stardrek                | Bobby Pickett & Peter Ferrara | 4:07   | Bobby Pickett/Peter Ferrara   | 1975 |
| 14 | Shaving Cream           | Dr. Demento                   | 4:19   | Benny Bell                    | 1946 |